# Francesco Siacci
Francesco Siacci (20 aprilie 1839, Roma - 31 mai 1907, Napoli) a fost un matematician italian cunoscut pentru teorema cu același nume.

## Lucrări
- Corso di Balistica. 3 Bände, Rom 1870 bis 1884, 2. Auflage Turin 1888 (französisch: Balistique extérieure. Paris 1892)
- Balistica e pratica, Giornale di Artiglieria e Genio 1880

1. 1 2  MacTutor History of Mathematics archive, accesat în 22 august 2017
2. 1 2  Autoritatea BnF, accesat în 10 octombrie 2015
3. 1 2  Francesco Siacci, www.accademiadellescienze.it, accesat în 1 decembrie 2020
4. 1 2 3 4 5  storia.camera.it, accesat în 13 mai 2019
5. 1 2  Francesco Siacci, Archivi storici dell'Università di Torino
6. 1 2  www.accademiadellescienze.it, accesat în 1 decembrie 2020
7. ↑  Autoritatea BnF, accesat în 10 octombrie 2015